# António Ginestal Machado
António Ginestal Machado (Almeida, Almeida, 3 de Maio de 1874 – Santarém, 28 de Junho de 1940) foi um advogado, professor liceal e político português. Entre outras funções, foi deputado, ministro da Instrução Pública e presidente do Ministério (primeiro-ministro) durante a Primeira República Portuguesa.

## Biografia
António Ginestal Machado nasceu na vila de Almeida, onde realizou os seus estudos primários, tendo-se matriculado em 1890 no Liceu Nacional da Guarda, onde concluiu o ensino secundário.
No ano de 1892 matriculou-se na Escola Naval, frequentando em simultâneo o Curso Superior de Letras, em Lisboa. Terminado este curso, matriculou-se na Faculdade de Direito da Universidade de Coimbra. Terminou o curso naval em 1897, iniciando funções na Armada ao mesmo tempo que concorria para professor liceal do 4.º grupo (História e Geografia). Não sendo colocado, continuou a prestar serviço na Armada, formando-se no ano seguinte em Direito pela Universidade de Coimbra.
No ano de 1898 foi colocado como professor do Liceu Nacional de Angra do Heroísmo, nos Açores, abandonando a sua carreira naval. Permaneceu nos Açores até 1904, ano em que obteve colocação como professor efectivo de História e Geografia do Liceu Nacional de Santarém.
Casou nesse mesmo ano de 1904 com Maria da Piedade Almeida Topinho, de Santarém, tendo o casal fixado residência naquela cidade, de cujo Liceu Nacional foi nomeado professor efectivo.
Republicano moderado, iniciou a sua actividade política como companheiro de Álvaro de Castro, sendo em 1909 eleito presidente da Junta Distrital de Santarém. Após a implantação da República Portuguesa passou a liderar o movimento republicano no distrito de Santarém, presidindo à comissão republicana que assumiu o poder a 6 de Outubro de 1910 naquela cidade. Ainda no contexto da Implantação da República colaborou no jornal A republica portugueza (1910-1911).
Em 1911 foi nomeado comissário do Governo da República na Companhia dos Caminhos de Ferro Portugueses.
Em Fevereiro de 1912 aderiu ao Partido da União Republicana, os unionistas, então fundado por Brito Camacho, amigo por quem nutria especial admiração. Após a saída de Brito Camacho da cena política, tornou-se num dos mais respeitados dirigentes do partido, membro desde 1914 do directório do partido, distinguindo-se pela sua moderação.
Manteve-se activo na política local, sendo em 1917 eleito vogal da Junta Geral do distrito de Santarém e em 1919 provedor da Santa Casa da Misericórdia de Santarém.
Em Outubro de 1919, na sequência da formação do Governo da União Sagrada, foi um dos promotores da fusão entre o seu partido e o Partido Republicano Evolucionista, com a qual se constituiu o Partido Liberal Republicano, depois renomeado Partido Republicano Nacionalista e acolhendo o influente Álvaro de Castro e o seu grupo de seguidores.
Em 1919 foi eleito deputado pelo círculo eleitoral de Santarém nas listas do Partido Republicano Nacionalista, cargo que manteve ininterruptamente até ao encerramento do Congresso da República após o golpe de 28 de Maio de 1926. Na acção parlamentar foi considerado por aliados e adversários um homem de postura requintada e de grande elegância na palavra e na acção, o que lhe granjeou uma respeito e celebridade no mundo político português do seu tempo.
A 23 de Maio de 1921 assumiu as funções de ministro da Instrução Pública do gabinete ministerial presidido por Tomé de Barros Queirós, cargo que exerceu até 30 de Agosto daquele ano, data em que o governo caiu. Apesar disso, ocupou o mesmo cargo no Governo presidido por António Granjo, o qual colapsou a 19 de Outubro, vítima da crónica instabilidade política em que tinha mergulhado a Primeira República Portuguesa.

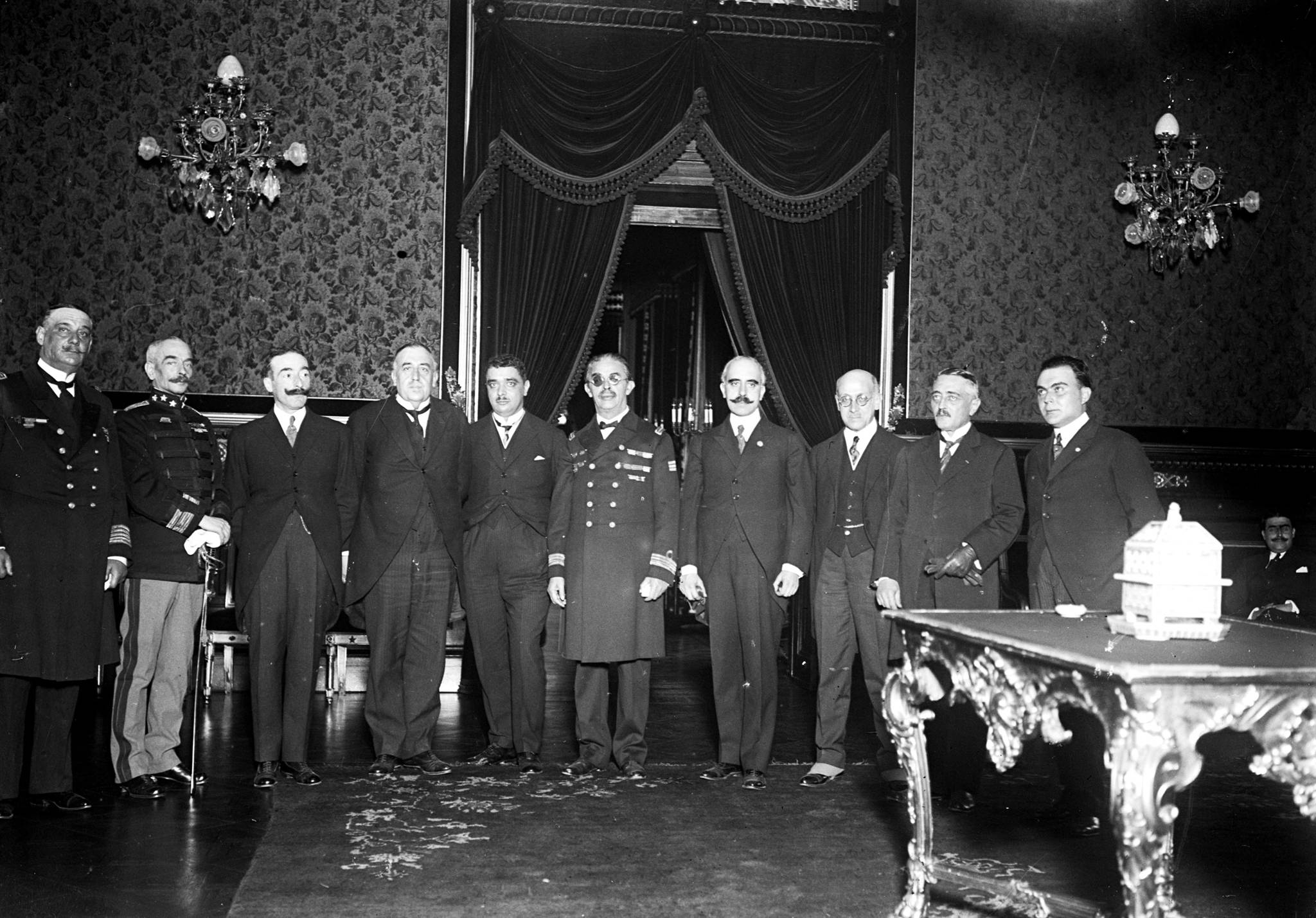
O governo presidido por António Ginestal Machado

A 15 de Novembro de 1923 foi escolhido para formar governo, assumindo as funções de presidente do Ministério (hoje primeiro-ministro), sucedendo no cargo a António Maria da Silva. Era um governo minoritário, que se manteria no poder por 33 dias, até 17 de Dezembro daquele ano. Acumulava com as funções de ministro do Interior.
Como independente, fazia parte do Governo o general António Óscar Carmona, como ministro da Guerra, que no período da Ditadura Nacional e do Estado Novo seria Presidente da República.
O curto governo de Ginestal Machado foi marcado pela constante instabilidade política e pelo crónico golpismo que marcou a fase final da Primeira República Portuguesa. Foi nesse ambiente que a 10 de Dezembro é desencadeada uma tentativa de golpe revolucionário radical, desta feita liderado pelo capitão-de-fragata João Manuel de Carvalho, antigo ministro da Guerra dos governos presididos por Carlos Maia Pinto e Francisco Cunha Leal, com o apoio de Agatão Lança, Nuno Simões e vários membros do Partido Comunista Português. O golpe foi energicamente contido por Óscar Carmona, mas o governo não sobrevive. Depois de tumultuosos debates no Parlamento e de Ginestal Machado ter tentado aproveitar a tentativa de revolta para forçar Manuel Teixeira Gomes, então presidente da República, a dissolver o Parlamento, o que este recusa, o Governo foi obrigado a demitir-se.
Para além da ocupação política, foi músico, professor e reitor do Liceu de Santarém.
Após a vitória da Revolução Nacional e a implantação da Ditadura Nacional, Ginestal Machado decide retirar-se da vida pública, considerando que perante o rumo turbulento e extremista que a política seguia em Portugal já nela não tinha lugar. Dedicou-se então às suas funções de professor do Liceu de Santarém e à direcção da Misericórdia daquela cidade. Este afastamento não impediu que em 1933 fosse demitido pelo Governo do Estado Novo do cargo de provedor da Santa Casa da Misericórdia de Santarém.
António Ginestal Machado faleceu a 28 de Junho de 1940, em Santarém, vítima de ataque cardíaco sofrido quando soube da queda da França frente à Alemanha Nazi.
A antiga Escola Industrial e Comercial de Santarém, depois Escola Secundária de Marvila, desde 2 de Abril de 1987 tem como patrono Ginestal Machado, passando a denominar-se Escola Secundária Dr. Ginestal Machado.

## Cronologia
- 1874 — António Ginestal Machado nasce a 3 de Maio na vila de Almeida.
- 1890 — Matriculou-se no Liceu Nacional da Guarda.
- 1892 — Matriculou-se na Escola Naval, frequentando em simultâneo o Curso Superior de Letras de Lisboa.
- 1897 — Conclui o Curso da Escola Naval e o Curso Superior de Letras e concorreu para professor liceal. Não sendo colocado, continuou a prestar serviço na Armada.
- 1898 — Professor efectivo de História e Geografia do Liceu de Angra do Heroísmo, nos Açores.
- 1904 — Transferido para professor efectivo do Liceu Nacional de Santarém, cidade onde casa nesse mesmo ano.
- 1909 — Eleito presidente da Junta Distrital de Santarém.
- 1910 — Liderou o movimento republicano no distrito de Santarém durante a implantação da República Portuguesa.
- 1911 — Comissário do Governo da República na Companhia dos Caminhos de Ferro Portugueses.
- 1912 — Aderiu ao Partido da União Republicana.
- 1914 — Eleito vogal do directório do Partido da União Republicana.
- 1915 — Feito sócio da Renascença Portuguesa.
- 1917 — Eleito vogal da Junta Geral do distrito de Santarém.
- 1919 — Eleito provedor da Santa Casa da Misericórdia de Santarém.
- 1919 — Foi um dos promotores do pacto que levou à fusão do Partido da União Republicana com o Partido Republicano Evolucionista, criando o Partido Liberal Republicano.
- 1921 — Entre 24 de Maio e 19 de Outubro exerceu as funções de ministro da Instrução Pública do governo presidido por António Granjo.
- 1922 — Promove a constituição do Partido Republicano Nacionalista, agrupando militantes desafectos do Partido Liberal Republicano e do Partido Reconstituinte.
- 1923 — Entre 15 de Novembro e 17 de Dezembro de 1923 chefiou, acumulando com a pasta de ministro do Interior, um governo da responsabilidade do Partido Republicano Nacionalista.
- 1926 — Eleito sócio da Sociedade de Geografia de Lisboa.
- 1926 — Participou na sessão parlamentar que terminou com a dissolução e encerramento do Parlamento após a revolução de 28 de Maio de 1926.
- 1927 — Demitiu-se da presidência do directório do Partido Republicano Nacionalista, que é pouco depois extinto pela Ditadura Nacional.
- 1933 — Demitido pelo Governo do Estado Novo do cargo de provedor da Santa Casa da Misericórdia de Santarém.
- 1940 — António Ginestal Machado faleceu a 28 de Junho, em Santarém, vítima de ataque cardíaco.